# Hermann II. (Bamberg)
Hermann II. († 12. Juni 1177 (nach anderen Angaben: 12. Juli 1177) wohl in Pomposa oder Brondolo) war von 1170 bis 1177 Bischof von Bamberg.

## Leben
Sein siebenjähriges Episkopat setzte er im Sinne seiner Vorgänger fort. Er bestätigte 1174 den Besitz des 1157 gegründeten Benediktinerinnenklosters St. Maria und Theodor, darunter eine Mühle mit vier Rädern. Die Vogtei für die in Kärnten gelegenen bambergischen Besitzungen Feldkirchen und Dietrichstein übertrug Hermann II. im Jahr 1176 dem Herzog Hermann II. von Kärnten.
Kaiser Friedrich I. Barbarossa forderte den Bischof 1177 auf, ihn auf seinem Italienzug zu begleiten. Bei diesem wurde der Friede zwischen Kaiser und Papst Alexander III. (1159–1181) durch den Vertrag von Venedig vom 24. Juli 1177 besiegelt. Bischof Hermann erlebte die Unterzeichnung des Vertrages nicht mehr, da er wenige Wochen zuvor in Italien verstarb. Sein Leichnam wurde zunächst im Markusdom von Venedig bestattet und später nach Bamberg in das Kloster St. Theodor überführt.